# Саръкамъш
Саръкамъш (на турски: Sarıkamış) е град във вилает Карс, Източна Турция. Градът е туристически обект. Сезонът за ски трае 120 дена. В Саръкамъш се намира една от най-дългите ски писти в света. Кмет на града е Рахми Кьосе. Население 21 438 жители по данни от преброяването през 2008 г.

## История
Саръкамъш играе важна роля в Първата световна война. Арена е на битки между Османската империя и Русия (виж Битка за Саръкамъш) от Кавказкия фронт.

## Личности
Родени
- Талат Булут (р. 1956), турски киноартист